# Törperazbóra
A törperazbóra (Boraras maculatus) a sugarasúszójú halak (Actinopterygii) osztályába, a pontylazacalakúak (Characiformes) rendjébe és a pontyfélék (Cyprinidae) családjába tartozó faj.

## Előfordulása
Délkelet-Ázsia, Borneó, Szumátra lassú folyású folyóiban, mocsaraiban található meg.

## Megjelenése
Ez a halfaj az egyik legkisebb amit akváriumban lehet tartani, teste hosszúkás, a háti részén halvány barna, míg a teste többi része téglavörös, néhány fekete folt található a testén. A hasa arany színű. Az úszói megegyeznek a testük színével. A hát- és farok alatti úszó töve fekete, a többi úszó töve piros. A hátúszó elülső része és teteje fekete. A nőstények gömbölydedebbek, és a színük is halványabb mint a hímeké. Ez a halfaj nagyon érzékeny a hirtelen hőmérséklet változásokra, a gyógyszerekre, és a koszos vízre.

## Tartása
Minimum 30 literes akváriumot igényel, 50 literre 5-7 halat számoljunk. Nagyon békés, vele egy méretű, kisebb halakkal jól elvan, nem fogja bántani őket. Ahhoz hogy ez a kedves természete megmaradjon, az akvárium vizének tetejére ültessünk úszó növényeket, hogy azok csak halványan engedjék át a fényt a halakra. Aljzatnak fekete kavicsokat vagy bazaltzúzalékot használjunk. Mindenevő, kisméretű, élő eleséggel (feldarabolt giliszta, szúnyoglárva) és száraz tápokkal etessük (Tubifex, Vörös szúnyoglárva, lemezes haltáp)

## Szaporodása
Tenyésztéséhez akár egy 15 literes akvárium is elegendő. Tegyünk a vízbe néhány finomlevelű vízinövényt (Pl. jávai mohát). Használjunk nagyon lágy vizet, a hőmérséklete 26-27 °C legyen. Ívás előtt a kiválasztott párt tartsuk elkülönítve 10-12 napig, és adjunk nekik bőségesen élő eleséget. A nőstény 40-50 ikrát rak a növények közé. Ezután a szülőket távolítsuk el, mert különben megeszik az ikrákat, az akváriumot pedig árnyékban kell tartani. Az ikrák 24-36 óra múlva kelnek ki és az ivadékok 2-3 nap múlva úsznak el. Ezután etessük őket  folyékony haltáppal. Az ivadékok nagyon kicsik, de viszonylag gyorsan nőnek.